# Muirchertach mac Erca
Muirchertach mac Erca ['murʴçertax mak 'erka], auch Muirchertach mac Muiredaig, ist der Name eines historisch/mythischen Hochkönigs in der keltischen Mythologie Irlands aus dem 6. Jahrhundert. In den Foras feasa ar Éirinn („Geschichte Irlands“) wird er kurz erwähnt. Er war nach unsicheren, teils legendenhaften Überlieferungen der Sohn Muiredachs aus dem Geschlecht der Uí Néill und der Erc, Tochter Lodans, des Königs von Alba (Schottland).
In späterer Zeit ist er die Hauptfigur einiger Sagen geworden, von denen Aided Muirchertaig meic Erca („Der Tod Muirchertachs, des Sohnes Ercs“) die bekannteste ist. Sein Ehebruch mit der Zauberin Sín und sein Flammentod als Strafe sind der Inhalt dieser Erzählung.

## Weblink
- James MacKillop: A dictionary of Celtic mythology Oxford University Press, 2004